# Himalayacetus subathuensis
Himalayacetus subathuensis és una espècie de cetaci extint de la família dels ambulocètids que visqué durant l'Eocè. Se n'han trobat restes fòssils a l'Índia.